# Олдеаувер
Олдеаувер (нід. Oldeouwer) — село в нідерландській провінції Фрисландія. Входить до муніципалітету Фріске-Маррен.
Його площа становить 8,76 км², а населення станом на 2021 рік складало 80 осіб.
Перша згадка про населений пункт датується 13-им сторіччям.